# Robert Pearce (lutte)
Robert Pearce est un lutteur américain spécialiste de la lutte libre né le 29 février 1908 et mort le 15 mars 1996.

## Biographie
Robert Pearce participe aux Jeux olympiques d'été de 1932 à Los Angeles dans la catégorie des poids coqs et remporte la médaille d'or.